# ジェイムズ・バーナード (作曲家)
ジェイムズ・マイケル・バーナード（James Michael Bernard, 1925年9月20日 - 2001年7月12日）は、イギリスの映画音楽の作曲家。

## 生涯
軍人であった父親がイギリス領インド在任中に北インドで生まれるが、インドでの過酷な気候は幼いジェームズに良くないということで、英国グロスターシャーの母方の祖父母の元へと送られる。
英国へ渡ったバーナードは音楽に興味を抱き、その後バークシャーのウェリントン・カレッジで本格的に音楽に没頭する。同校の先輩に、後にハマー・フィルム・プロダクションで仕事をすることになる俳優クリストファー・リーがいた。ある時、自作のオペラ『ビリー・バッド』のステージングの打ち合わせにウェリントン・カレッジを訪れたベンジャミン・ブリテンは、バーナードの作品に興味を抱き、激励を与えている。第二次大戦では空軍に入隊、作曲活動は一時中断するが、従軍中に後にハマーで共に仕事をすることになるジョン・ホリングワースに出会う。終戦後、ブリテンのアドバイスにより王立音楽大学に入楽し、ハーバート・ハウエルズやイモジェン・ホルストの教えを受ける。卒業後はブリテンの作品の総譜を作成するなどの助手として活動する。そして、BBCからの依頼により演劇や映画のための作曲を行うようになる。
1950年の映画『戦慄の七日間』では脚本の原案に手を染め、アカデミー原案賞を受賞した。そして、1955年にハマー・フィルムでの初仕事『原子人間』で成功を収め、その後『フランケンシュタイン』シリーズや『ドラキュラ』シリーズなど多くの作品を手掛ける。
2001年7月12日、ロンドンにて没する。